# Biron Groupe Santé
 (mars 2022).
Pour les articles homonymes, voir Biron.
Biron Groupe Santé est une entreprise canadienne dont le siège social est à Brossard, au Québec. L’entreprise, fondée en 1952 par Denis Biron, est connue pour son laboratoire médical et ses services d’imagerie médicale, de soins du sommeil, de santé en entreprise et de génétique. L'entreprise devient, en 1994, le premier laboratoire au Canada à recevoir la certification ISO 9002.
Aujourd’hui dirigée par Caroline Biron, l’entreprise est accréditée par Agrément Canada, détient un permis d’opération du LSPQ et est nommée parmi les entreprises les mieux gérées du Canada par la firme Deloitte.

## Histoire
- 1952 : Après avoir complété un baccalauréat en technologie médicale, Denis Biron ouvre un laboratoire d’analyse à Montréal[3].
- 1954 : Denis Biron s’installe à Longueuil. Il sera l’unique employé de son entreprise pendant près de six ans[4].
- 1979 : Denis Biron déménage son siège social sur le boulevard Taschereau à Brossard, épaulé par sa femme. Leurs trois filles occupent des positions clés dans l’entreprise au fil des années[4].
- 1994 : Débuts de l’offre de services diagnostiques en soins du sommeil[4].
- 1995 : Ève-Lyne Biron succède à son père à la tête de l’entreprise[3].
- 1997-1999 : Acquisition de PolyDiagnostic (1997) puis du Laboratoire OML (1999)[4].
- 2000 : Ouverture du premier point de service dédié exclusivement aux diagnostics de l’apnée du sommeil. En 2004, une division officielle pour les soins du sommeil nommée Apnair est créée[4].
- 2005 : Geneviève Biron, aux côtés du Dr Maurice Dufresne, démarre son projet d’intrapreneuriat, Imagix-Imagerie médicale, le premier réseau de cliniques en imagerie médicale au Québec[3]. La Clinique de Radiologie Laval-Laurentides de Chomedey est la toute première clinique à s’afficher sous cette bannière, aujourd’hui nommée Imagix-Radiologie Chomedey[4].

- 2009 : Nouveau logo et nouvelles appellations officielles pour ses unités d’affaires[4] :
  - Laboratoire médical Biron devient Biron-Laboratoire médical;
  - Laboratoire du sommeil Biron et Apnair deviennent Biron-Soins du sommeil;
  - Imagix-Imagerie médicale demeure inchangée.

Également, au cours de cette année, Biron lance le Portail des professionnels.
- 2010 : Biron devient Biron Groupe Santé. L’entité se lance dans la gestion de cliniques et dans la médecine d’entreprise et d’expertise, notamment en faisant l’acquisition de Médiavis[4].
- 2013 : Ouverture du premier point de service spécialisé en services aux entreprises[4]. C’est la naissance de l’unité d’affaires Biron-Santé en entreprise.

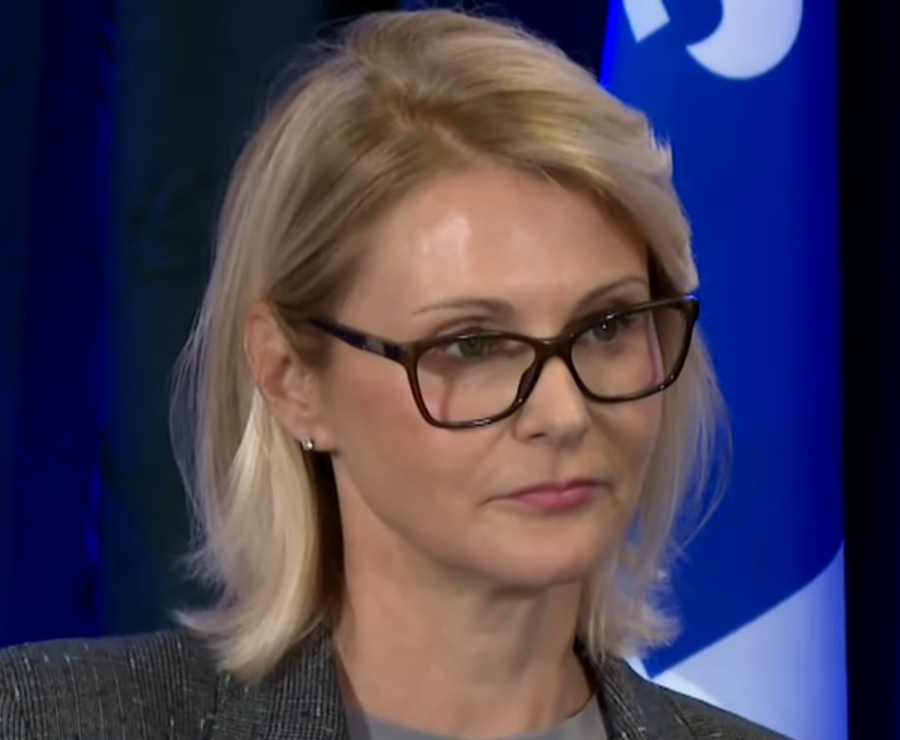
Geneviève Biron, présidente de 2014 à 2022.

- Geneviève Biron, présidente de 2014 à 2022.2014 : Geneviève Biron succède à sa sœur à la présidence de l’entreprise[6].
- 2016 : Signature d’une entente de partenariat pancanadien[4] avec MedSleep[7]AvantSleep[8] pour les soins du sommeil. L’entreprise effectue également un premier investissement dans BiogeniQ[9], une entreprise en démarrage spécialisée dans la génétique[10],[11].
- 2017 : Acquisition du réseau de cliniques de radiologie privées Medvue.
- 2018 : Acquisition complète de BiogeniQ[12],[13].
- 2019 : Denis Biron décède à 89 ans[14],[15].
- 2020 : Acquisition de PathAssistant Laboratory[16] situé au Nouveau-Brunswick. Ce laboratoire privé est pionnier de l’utilisation de la pathologie numérique qui représente l’avenir de ce type d’analyse.
- 2021 : Lancement de la compétition Phase B[17] afin de dénicher et de propulser des projets avant-gardistes de la médecine préventive et prédictive[18]. Les gagnants obtiennent une aide financière, ainsi qu’un accompagnement personnalisé et un parcours au sein d’un accélérateur d’entreprises[19],[1],[20]. Cette même année, Geneviève Biron lègue l’entreprise à sa sœur, Caroline Biron, qui occupe le poste de présidente exécutive[21].
- 2022 : Après avoir succédé à sa sœur Geneviève en juillet 2021 à titre de présidente exécutive, Caroline Biron devient officiellement présidente et chef de la direction à l’été 2022.

## Activité
Biron offre une gamme de services  :
- Analyses de laboratoire
- Soins du sommeil
- Imagerie médicale
- Génétique
- Services aux entreprises

Ses partenaires incluent Imagix, Medvue et BiogeniQ.

## Distinctions
- 1994 : Premier laboratoire au Canada à recevoir la certification ISO 9002[2].
- 2003 : 37e rang du palmarès des 100 entreprises canadiennes gérées par des femmes des magazines Profit et Châtelaine[22].
- 2007 : Première certification d’Agrément Canada pour Biron qui sera toujours renouvelée par la suite[23].
- 2009 : OCTAS pour le lancement du Portail des professionnels[24].
- 2011 : Les soins du sommeil obtiennent leur première certification d’Agrément Canada[23].
- 2012 : « Employeur de choix » au Québec par Aon Hewitt[25].
- 2014 : Imagix-Imagerie médicale obtient sa première certification d’Agrément Canada[23].
- 2016 : OCTAS Solution d’affaires – Développement à l’interne ou sur mesure – PME pour l’innovant Portail AMI[26],[27].
- 2017 : L’entreprise figure pour la première fois au palmarès des entreprises lauréates des Sociétés les mieux gérées au Canada par Deloitte[28].
- 2017 : Prix TELUS Santé du Congrès des services de première ligne pour l’implantation du Portail AMI[4].
- 2018 : Mercure dans la catégorie Entrepreneuriat, relève et transfert, lors des Mercuriades organisées par la Fédération des chambres de commerce du Québec[29].
- 2018 : Médaille d’or du concours des Médaillés de la relève organisé par PwC, dans la catégorie relève familiale[30].
- 2020 : Se qualifiant pour une quatrième année consécutive au concours des Sociétés les mieux gérées au Canada par Deloitte, Biron accède à la catégorie Reconnaissance Or[31].
- 2021 : Prix Excellence décerné par la Chambre de commerce et d’industries de la Rive-Sud dans les catégories « Entreprise de l’année 2021 » et « Entreprise de service 20 employés et plus »[32].